# Hasher Al Maktoum
Scheich Hasher Al Maktoum (* 29. April 1985 in Dubai) ist ein Automobilrennfahrer aus den Vereinigten Arabischen Emiraten. Er startete von 2008 bis 2009 in der Speedcar Series.

## Karriere
Al Maktoum ist zweifacher Kartmeister der Vereinigten Arabischen Emirate.
Sein erster Einsatz in einer internationalen Motorsportserie war 2004 in der FIA-GT-Meisterschaft. 2006 trat er in der französischen Formel Renault Campus an und wurde 15. in der Gesamtwertung. Internationale Bekanntheit erreichte Al Maktoum durch sein Engagement in der Speedcar Series. Er trat 2008 für Union Properties an. Mit drei Platzierungen in den Punkterängen wurde er 13. in der Fahrerwertung, während sein Teamkollege David Terrien Vizemeister wurde. In der folgenden Saison erzielte Al Maktoum bei jedem Rennen, das er beendete, Punkte. Beim Saisonfinale erzielte er mit einem dritten Platz seine erste und einzige Podest-Platzierung in der Speedcar Series. Er verbesserte sich in der Gesamtwertung auf den siebten Gesamtrang.

## Karrierestationen
| - 2004: FIA-GT-Meisterschaft - 2006: Französische Formel Renault Campus (Platz 15) - 2008: Speedcar Series (Platz 13) - 2009: Speedcar Series (Platz 7) |